# Секулич, Байо
Байо Секулич (серб. Бајо Секулић; 12 февраля 1913, Секуличи — 20 марта 1942, Црквине) — югославский черногорский партизан Народно-освободительной войны Югославии, Народный герой Югославии.

## Биография
Родился 13 февраля 1913 в деревне Секуличи. Окончил начальную школу родного города, учился в гимназиях Даниловграда, Подгорицы и Цетине. В 1934 году поступил на юридический факультет Белградского университета, вступил во время учёбы в студенческое революционное движение. Был принят в Коммунистчисекую партию Югославии, участвовал в демонстрациях, стачках и различных съездах студентов Югославии.
В 1941 году после нападения Германии на Югославию Секулич срочно покинул Белград и вернулся в Черногорию, где был назначен на должность секретаря Цетинского окружного комитета КПЮ. После оккупации включён в Черногорский покраинский комитет КПЮ, с 24 апреля член Комиссии по закупке военного материала. 8 июля 1941 был участником совещания в Пиперской-Стиене, на котором было принято решение о поднятии антифашистского восстания.
13 июля 1941 по Черногории прокатилась волна антиитальянских выступлений, что стало сигналом для всех антифашистов. Байо в то время стал заниматься организацией первых отрядов: он был заместителем политрука Временного верховного командования национально-освободительных отрядов Черногории, Которского залива и Санджака. Летом 1941 года он участвовал во множестве акций.
В октябре 1941 года делегат ЦК КПЮ и Верховного штаба НОАЮ Иван Милутинович прибыл в Черногорию и сформировал Главный штаб НОАЮ в Черногории, а Байо был назначен политруком штаба. В середине ноября был сформирован Черногорско-Санджакский партизанский отряд численностью 3600 человек: его командиром был назначен Арсо Йованович, а политруком — Байо Секулич. Отряд участвовал в битве за Плевлю 1 декабря 1941, после неудачного штурма которой отошёл в Санджак и стал налаживать связи с партизанскими отрядами, покидавшими Сербию. Зимой 1941-1942 годов Байо руководил действиями по борьбе с четниками на территории Васоевича. В конце марта в Колашине черногорцы готовились четников и итальянцев, но ещё 20 марта 1942 четники нанесли предупреждающий удар. В битве за Црквине Байо был убит.
11 июля 1945 Президиум Антифашистского вече народного освобождения Югославии присвоил Байо Секулевичу посмертно звание Народного героя Югославии.